# 緋牡丹博徒 一宿一飯
『緋牡丹博徒　一宿一飯』（ひぼたんばくといっしゅくいっぱん）は、1968年11月22日に東映が配給した、鈴木則文監督による日本映画で緋牡丹博徒シリーズの第2作（全8作）である。、主演は藤純子。

## 配役
- 藤純子 : 緋牡丹のお竜
- 若山富三郎 : 熊坂虎吉
- 水島道太郎 : 戸ヶ崎栄助
- 城野ゆき : 戸ヶ崎まち
- 伊村賢一郎 : 戸ヶ崎太市
- 村井国夫 : 菊地勇吉
- 川浪公次郎 : 笹川
- 丸平峰子 : 熊坂清子
- 若水淳 : 河内山
- 畑中伶一 : 鉄砲竹
- 白木マリ : 弁天のおれん
- 西村晃 : 半目の安
- 山城新伍 : 馬喰の七
- 玉川良一 : 横綱の六
- 天津敏 : 笠松弥一郎
- 菅原文太 : 白石
- 阿波地大輔 : 板垣
- 平沢修 : ブッキリ松
- 江上正伍 : 墓石の為三
- 広瀬義宣 : 泥亀
- 遠藤辰雄 : 倉持儀助
- 堀田真二 : 二宮巡査
- 三枝由佳 : きみ
- 西岡江里子 : よし
- 紙谷外美 : ゆみ
- 堀正夫 : 吉岡
- 藤岡重慶 : 宮内
- 矢奈木邦二郎 : 須川
- 松村美枝子 : 令嬢
- 小島慶四郎 : 馭者
- 中村錦司 : 吾作
- 和田昌也 : 平助
- 蓑和田良太 : 市造
- 有島淳平 : 丈吉
- 星野美恵子 : お春
- 鶴田浩二 : 風間周太郎

## スタッフ
- 監督 : 鈴木則文
- 企画 : 俊藤浩滋・日下部五朗
- 撮影 :  古谷伸
- 美術 : 石原昭
- 音楽 : 渡辺岳夫
- 編集 : 堀池幸三
- 脚本 : 野上龍雄・鈴木則文